# Gunung Salamat
Gunung Salamat is een bestuurslaag in het regentschap Padang Lawas Utara van de provincie Noord-Sumatra, Indonesië. Gunung Salamat telt 57 inwoners (volkstelling 2010).